# Білоруський державний театр ляльок
Білоруський державний театр ляльок (біл. Беларускі дзяржаўны тэатр лялек; рос. Белорусский государственный театр кукол) — провідний державний ляльковий театр у столиці Білорусі місті Мінську, найстаріша і головна дитяча театральна сцена країни.

## Загальні дані
Білоруський державний театр ляльок розташований у центральній частині Мінська в приміщенні кінотеатру «Піонер» за адресою:
вул. Енгельса, буд. 20, м. Мінськ (Білорусь).
Глядацька зала театру розрахована на 277 місць.
Чинний директор закладу — заслужений діяч культури Республіки Білорусь Євген Климаков.
Вистави в театрі відбуваються обома державними мовами країни — білоруською та російською.

## З історії театру
Історія Білоруського державного театру ляльок розпочалася з інформаційної замітки, опублікованої 23 квітня 1938 року, в якій повідомлялось про те, що Управління у справах мистецтв при РНК БРСР ухвалило рішення зорганізувати в місті Гомелі республіканський ляльковий театр. Відтак, 15 липня 1938 року театр був офіційно відкритий.
Основою репертуару новоствореного театрального колективу стали такі класичні твори, як «Каштанка» А. Чехова, «Сказка о попе и работнике его Балде» О. Пушкіна та інші.
Театр не припиняв своєї діяльності і в роки німецько-радянської війни.
1950 року колектив театру переїхав для подальшої роботи до столиці республіки міста Мінська. Від середини 1960-х років Державний ляльковий театр БРСР постійно працював у одному з залів кінотеатру «Піонер».
У повоєнний час театр не обмежувався виставами для дітей, було розпочато постановки експериментальних спектаклів — для дорослої авдиторії: «Прелестная Галатея» Б. Гадора і С. Дарваша, «Божественная комедия» І. Штока, «Клоп» В. Маяковського, «До третьих петухов» В. Шукшина, «Левша» М. Лєскова, «Звезда и смерть Хоакина Мурьеты» П. Неруди, «Похождения бравого солдата Швейка» за Я. Гашеком, «Жаворонок» Ж. Ануя.

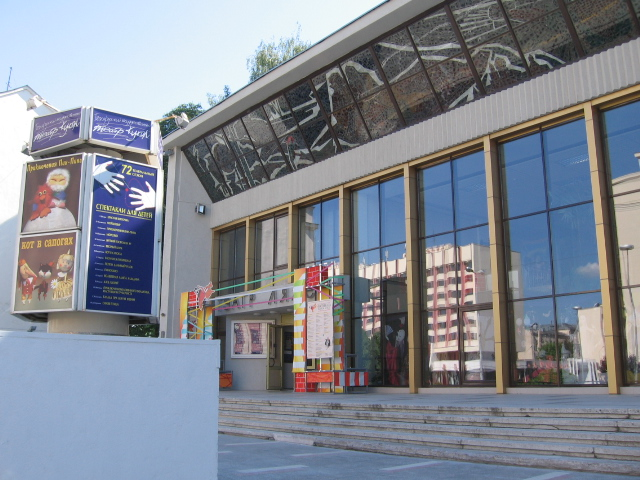
Театр у наш час, 2010

У 1986 році театр очолив режисер Олексій Лелявський. К спектаклях цього періоду тісно перепліталися драматичний, ляльковий, музичний театри та пантоміма.
Від середини 2000-х років на базі театру щотравня відбувається Міжнародний фестиваль лялькових театрів.
У 2008 році постановою Ради Міністрів Республіки Білорусь театрові було присвоєно звання «Заслужений колектив Республіки Білорусь».

## Сучасні репертуар і діяльність
У останні роки (1990—2000-і роки) Білоруський державний театр ляльок у своєму репертуарі робить особливий акцент на класиці — як драматургії, так і фольклору, літературі; як національній білоруській, російській, так і світовій.
Найбільші нещодавні успіхи театру пов'язані са́ме з класичними постановками: «Дед и журавль» В. Вольського, «Мастер и Маргарита» М. Булгакова, «Сыман-музыка» Я. Коласа, «Золушка или торжество добродетели» Ж. Массне, «Ткачи» Г. Гауптмана тощо.
Білоруський державний театр ляльок добре відомий за рубежем — колектив неодноразово гастролював у Нідерландах, Німеччині, Франції, брав участь у Міжнародних фестивалях театрів ляльок у Білорусі, Бельгії, Болгарії, Німеччині, Польщі, Росії, Словенії, Україні, Франції, Хорватії.

## Виноски
1. ↑  План глядацької зали [Архівовано 2013-10-15 у Wayback Machine.] на Офіційна вебсторінка театру [Архівовано 2010-03-29 у Wayback Machine.]
2. ↑  Колектив [Архівовано 2010-11-19 у Wayback Machine.] на Офіційна вебсторінка театру [Архівовано 2010-03-29 у Wayback Machine.] (рос.)
3. ↑  Орлова Тетяна Історія (театру) [Архівовано 29 червня 2007 у Wayback Machine.] на Офіційна вебсторінка театру [Архівовано 29 березня 2010 у Wayback Machine.] (рос.)